# Anatolij Masljonkin
Anatolij Masljonkin (rusky Анатолий Евстигнеевич Маслёнкин; 29. červen 1930, Moskva – 16. květen 1988, Moskva) byl sovětský fotbalista ruské národnosti. Nastupoval na postu záložníka nebo obránce.
Se sovětskou reprezentací vyhrál první mistrovství Evropy roku 1960 (tehdy nazývané Pohár národů). Zúčastnil se rovněž světového šampionátu ve Švédsku roku 1958 a v Chile roku 1962. S olympijským týmem vybojoval zlatou medaili na OH v Melbourne roku 1956. V národním týmu působil v letech 1955–1962 a nastoupil k 33 zápasům, v nichž vstřelil 1 branku.
Se Spartakem Moskva se stal třikrát mistrem Sovětského svazu (1956, 1958, 1962) a získal s ním jeden sovětský pohár (1958).